# 共同利用・共同研究拠点

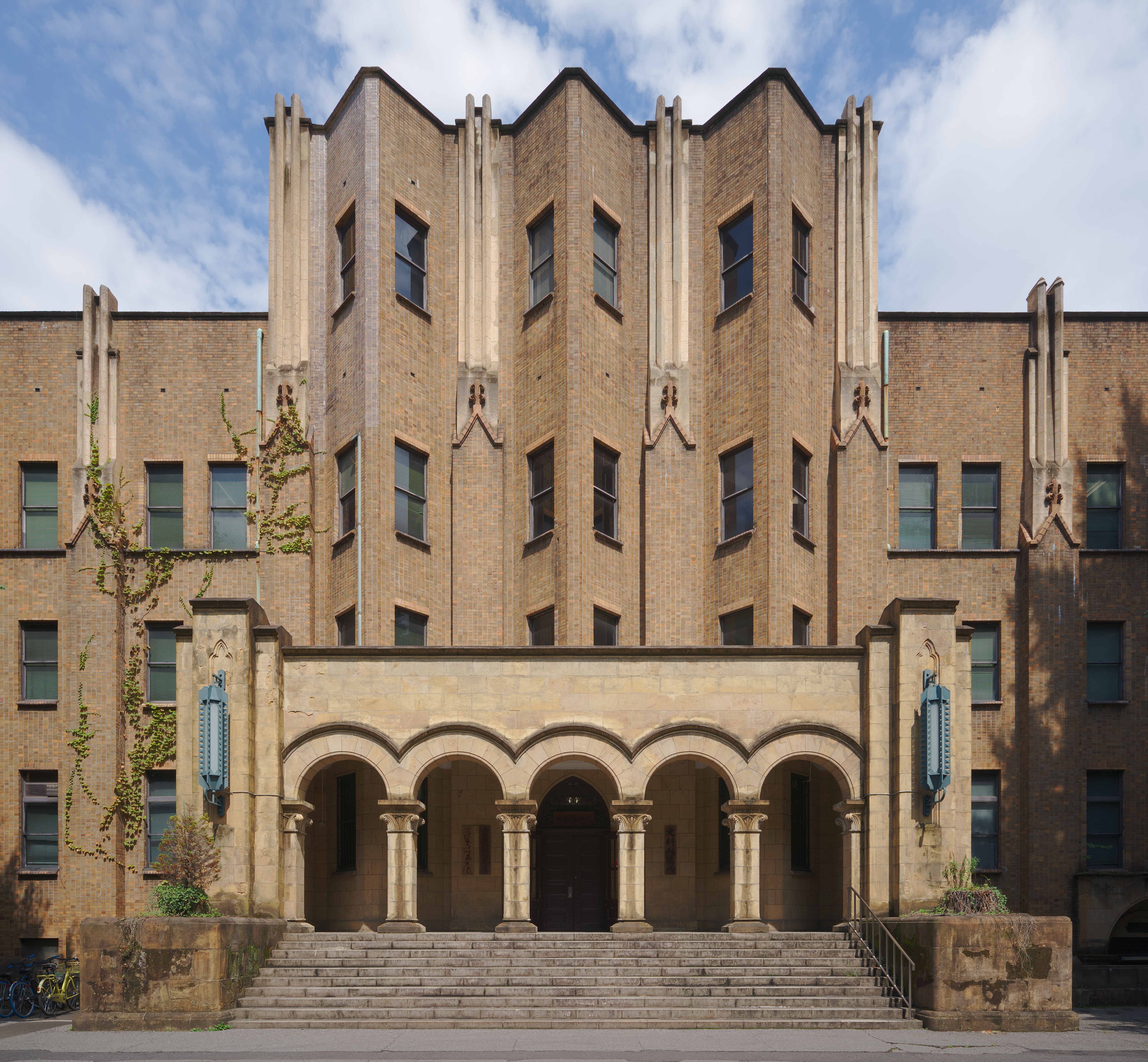
拠点の1つである東京大学史料編纂所

共同利用・共同研究拠点（きょうどうりよう・きょうどうけんきゅうきょてん、英語: Joint Usage / Research Center）とは、日本の国公私立大学の附置研究所・施設のうち、大学の枠を越えて全国の研究者が共同利用できる拠点である。文部科学省研究振興局によって、日本全体の学術研究レベルの向上を目指す観点から認定が行われる。共同利用・共同研究拠点に認定されると、設備の整備や共同利用に係る経費について、国から重点的に予算配分が行われる。共同利用・共同研究拠点を除く各大学の研究所・施設については、各大学の運営に任され、国からの直接の関与は行われない。
2025年7月20日現在、共同利用・共同研究拠点が計89拠点、国際共同利用・共同研究拠点が計9拠点ある。また、7つの拠点ネットワークがある。
2008年7月に学校教育法施行規則が改正され、当システムがスタートした。2008年7月以前は、国立大学の附置研究所・施設のみを対象として、全国共同利用型附置研究所、全国共同利用型研究施設という名称で、同様の予算の重点配分システムが運用されていた。

## 共同利用・共同研究拠点一覧
※ 2022年4月1日現在
☆は国際共同利用・共同研究拠点（英語: International Joint Usage / Research Center）を表す。

### 国立大学
- 北海道大学
  - 遺伝子病制御研究所
  - 人獣共通感染症国際共同研究所
  - スラブ・ユーラシア研究センター
  - 低温科学研究所
- 帯広畜産大学
  - 原虫病研究センター
- 東北大学
  - 加齢医学研究所
  - 金属材料研究所 ☆
  - 電気通信研究所
  - 電子光理学研究センター
  - 流体科学研究所
- 筑波大学
  - 計算科学研究センター
  - つくば機能植物イノベーション研究センター
  - ヒューマン・ハイ・パフォーマンス先端研究センター
- 群馬大学
  - 生体調節研究所
- 千葉大学
  - 環境リモートセンシング研究センター
  - 真菌医学研究センター
- 東京大学
  - 医科学研究所 ☆
  - 宇宙線研究所 ☆
  - 空間情報科学研究センター
  - 地震研究所
  - 史料編纂所
  - 素粒子物理国際研究センター
  - 大気海洋研究所
  - 物性研究所
- 東京外国語大学
  - アジア・アフリカ言語文化研究所
- 東京科学大学
  - フロンティア材料研究所
  - 難治疾患研究所
- 一橋大学
  - 経済研究所
- 新潟大学
  - 脳研究所
- 金沢大学
  - がん進展制御研究所
  - 環日本海域環境研究センター
- 名古屋大学
  - 宇宙地球環境研究所
  - 低温プラズマ科学研究センター
  - 未来材料・システム研究所
- 京都大学
  - 医生物学研究所
    - ウイルス感染症・生命科学先端融合的共同研究拠点
    - 再生医学・再生医療の先端融合的共同研究拠点

  - エネルギー理工学研究所
  - 化学研究所 ☆
  - 基礎物理学研究所
  - 経済研究所
  - 人文科学研究所
  - 数理解析研究所 ☆
  - 生存圏研究所
  - 生態学研究センター
  - 東南アジア地域研究研究所
    - 地域情報資源の共有化と相関型地域研究の推進拠点
    - 東南アジア研究の国際共同研究拠点

  - 複合原子力科学研究所
  - 防災研究所
  - 野生動物研究センター
- 大阪大学
  - 核物理研究センター ☆
  - 社会経済研究所
  - 接合科学研究所
  - 蛋白質研究所
  - 微生物病研究所
  - レーザー科学研究所
- 鳥取大学
  - 乾燥地研究センター
- 岡山大学
  - 資源植物科学研究所
  - 惑星物質研究所
- 広島大学
  - 放射光科学研究センター
- 徳島大学
  - 先端酵素学研究所
- 愛媛大学
  - 沿岸環境科学研究センター
  - 地球深部ダイナミクス研究センター
  - プロテオサイエンスセンター
- 高知大学
  - 海洋コア総合研究センター
- 九州大学
  - 応用力学研究所
  - 生体防御医学研究所
  - マス・フォア・インダストリ研究所
- 佐賀大学
  - 海洋エネルギー研究センター
- 長崎大学
  - 高度感染症研究センター
  - 熱帯医学研究所
- 熊本大学
  - 発生医学研究所
- 琉球大学
  - 熱帯生物圏研究センター
- 熊本大学・富山大学（共同設置）先進軽金属材料国際研究機構

### 公立大学
- 札幌医科大学
  - フロンティア医学研究所
- 会津大学
  - 宇宙情報科学研究センター
- 横浜市立大学
  - 先端医科学研究センター
- 名古屋市立大学
  - 不育症研究センター
  - 創薬基盤科学研究所
- 大阪公立大学
  - 数学研究所
  - 都市科学・防災研究センター
  - 附属植物園
- 和歌山県立医科大学
  - みらい医療推進センター
- 兵庫県立大学
  - 自然・環境科学研究所天文科学センター
- 北九州市立大学
  - 環境技術研究所先制医療工学研究センター / 計測・分析センター

### 私立大学
- 自治医科大学
  - 先端医療技術開発センター
- 慶應義塾大学
  - パネルデータ設計・解析センター
- 昭和大学
  - 発達障害医療研究所
- 玉川大学
  - 脳科学研究所
- 東京工芸大学
  - 風工学研究センター
- 東京農業大学
  - 生物資源ゲノム解析センター
- 東京理科大学
  - 総合研究院火災科学研究所
- 法政大学
  - 野上記念法政大学能楽研究所
- 明治大学
  - 先端数理科学インスティテュート
- 早稲田大学
  - 坪内博士記念演劇博物館
  - 各務記念材料技術研究所
- 中部大学
  - 中部高等学術研究所国際GISセンター
- 藤田医科大学
  - 総合医科学研究所（現・医科学研究センター）
- 立命館大学
  - アート・リサーチセンター ☆
- 京都芸術大学
  - 舞台芸術研究センター
- 同志社大学
  - 赤ちゃん学研究センター
- 大阪商業大学
  - JGSS研究センター
- 関西大学
  - ソシオネットワーク戦略研究機構

### ネットワーク型拠点
- 学際大規模情報基盤共同利用・共同研究拠点
  - 東京大学情報基盤センター ○
  - 北海道大学情報基盤センター
  - 東北大学サイバーサイエンスセンター
  - 東京科学大学学術国際情報センター
  - 名古屋大学情報基盤センター
  - 京都大学学術情報メディアセンター
  - 大阪大学サイバーメディアセンター
  - 九州大学情報基盤研究開発センター
- 物質・デバイス領域共同研究拠点
  - 北海道大学電子科学研究所
  - 東北大学多元物質科学研究所
  - 東京科学大学総合研究院化学生命科学研究所
  - 大阪大学産業科学研究所 ○
  - 九州大学先導物質化学研究所
- 生体医歯工学共同研究拠点
  - 東京科学大学総合研究院生体材料工学研究所 ○
  - 東京科学大学未来産業技術研究所
  - 静岡大学電子工学研究所
  - 広島大学ナノデバイス・バイオ融合科学研究所
- 放射線災害・医科学研究拠点
  - 広島大学原爆放射線医科学研究所 ○
  - 長崎大学原爆後障害医療研究所
  - 福島県立医科大学ふくしま国際医療科学研究センター
- 放射能環境動態・影響評価ネットワーク共同研究拠点
  - 弘前大学被ばく医療総合研究所
  - 福島大学環境放射能研究所
  - 筑波大学アイソトープ環境動態研究センター ○
  - 日本原子力研究開発機構廃炉環境国際共同研究センター
  - 国立環境研究所福島地域協働研究拠点
  - 環境科学技術研究所
- 触媒科学計測共同研究拠点
  - 北海道大学触媒科学研究所 ○
  - 大阪公立大学人工光合成研究センター
  - 産業技術総合研究所触媒化学融合研究センター
- 糖鎖生命科学連携ネットワーク型拠点
  - 名古屋大学・岐阜大学（共同設置）糖鎖生命コア研究所 ○
  - 創価大学糖鎖生命システム融合研究所
  - 自然科学研究機構生命創成探究センター